# Siemens MT50
El Siemens MT50 es un teléfono móvil 2G básico de Siemens, GSM de banda dual 900 / 1800 MHz.
Pertenece a las series de teléfonos de formas redondeadas y antena interior de Siemens. En la trasera tiene un conector para una antena exterior. Emplea la versión inicial del conector Siemens Lumberg para carga, interfaz RS-232 y periféricos como los kits de manos libres. Se entrega con un cargador dual 125/220 V.

## Características
- GSM banda dual (900 y 1800 MHz)
- Datos : GPRS, WAP 1.2.1
- Lanzamiento: 2002
- Batería de iones de litio :  de 650 mAh
  - Tiempo de espera : hasta 260 horas
  - Tiempo de conversación : hasta 360 minutos
- Pantalla : Azul y negra de 64 x 101 píxels y 5 líneas
- Tamaño : 109 x 46 x 23 mm
- Peso : 97 gramos
- Volumen : 82 cm³
- Carcasa : redondeada CLIPit siendo la Grooving Metal la más comúnmente usada. En la trasera toma de antena externa. En el lateral, dos orificios para el accesorio de sujeción al cinturón. en el frontal, bajo la pantalla, 2 botones de 4 funciones (externos, funcionalidad en pantalla, internos cursor arriba/abajo). Bajo estos, tecla de acceso a agenda, descolgar y colgar y keypad telefónico estándar. En la base, conector Siemens Lumberg.
- Conectividad : RS-232 (sobre el conector Siemens Lumberg)
- Antena : integrada
- Tarjeta SIM : interna, de 3 V. SIM Application Toolkit clase 3
- Mensajes : SMS. Escritura inteligente T9
- Timbres : polifónicos
- Java soporta juegos y aplicaciones Java instalables.
- Otras prestaciones : llamada en espera, lista de llamadas emitidas/recibidas/perdidas, vibración, alarma, calculadora, marcación por voz, manos libres.

## Accesorios oficiales
- Carcasas CLIPit : en colores Purple Evening, Glamorous Night, Grooving Metal, Flashing Green, Silver Morning e Imaging Forest. Permite usar imágenes para personalizar la zona del teclado y la trasera.
- Reproductor MP3 USB : une un reproductor MP3 cargable por USB desde el PC, con un sistema de manos libres
- HomeStation :
- Baterías : Batería de iones de litio  de 600 mAh
- Cargador de coche
- Cargador de viaje
- Cargador de sobremesa
- Kit de manos libres
  - Car Kit Confort
  - Car Kit Professional Voice II
  - Car Kit Portable
  - RetractableHeadset PTT
- Datos
  - Serial Data cable : para comunicaciones por RS-232
  - SoftDataLink 5.0 : para transferir datos entre el PC y el MT 50